# Julieta Gómez
Julieta Gómez (San Isidro, Buenos Aires, 6 de septiembre de 1987 – 5 de febrero de 2013) fue una modelo, bailarina y conejita de Playboy argentina.

## Biografía
Julieta Analía Gómez González nació en barrio de Belgrano, en la Ciudad Autónoma de Buenos Aires en 1983. Vivió en Barcelona, España durante un año antes de entrar al concurso de televisión argentina. Fue "Miss Maxim argentina".

## Carrera
Con un cuerpo escultural y trabajado, fue Conejita Playboy, de varias revistas durante algunos años. Llegando a trabajar en el canal Playboy TV junto a Natacha Jaitt.
Se hizo muy famosa por un video hot lésbico y publicitario con la también modelo Ivana Brodowski en un barco, tras volver de Colombia donde hicieron una producción en PlayNite.
En el 2011 y 2012 fue una de las participantes en el programa Soñando por bailar: Segunda temporada conducido por Santiago del Moro, en reemplazo de otra bailarina, Vanesa Simón, siendo la undécima eliminada del concurso. Su papel fue tan controvertido como polémico debido a las diversas discusiones mediáticas con sus compañeros y miembros del jurado como Silvina Escudero y Amalia Granata. Al mismo tiempo también estuvo en el programa conducido por José María Listorti, Este es el show.
Fue invitada en varios programas televisivos como Más Viviana, conducido por Viviana Canosa, Intrusos, Infama, y en su última aparición en canal de aire en Animales sueltos de Alejandro Fantino.
Trabajó como modelo de Gaby Sánchez en varios desfiles. También hizo unas superproducciones para el programa El garage, para Teleshow.com y varias sesiones fotográficas para la revista Hombre. También estuvo como invitada en Fuera de foco conducida por Pamela David.
También estuvo en varias portadas de sesiones trance de Xavi Molina Dj, de que se sentía muy orgullosa de que el dj contara con ella para dar visión a sus sesiones trance cantaditas.
Su última aparición en los medios fue en una entrevista del programa de César Notaro en la que habló sobre la "prostitución VIP" y presentó ante las cámaras a su última pareja.
En teatro hizo unas temporadas con el humorista Jorge Corona. También trabajó en el boliche Esperanto en Mar del Plata en manos de Leo Travaglio. Fue una gran amiga de la también figura Vanesa Carbone.

## Vida privada
Julieta era madre soltera de una nena de 8 años que concibió a los 18 años de edad. Tuvo un romance con el hermano del mánager de modelos y amigo de Marcelo Tinelli, Leandro Santos, el empresario Rodrigo Santos. En sus inicios supo declarar que tuvo una relación lésbica con la modelo Ivana Brodowsky.
Confesó de manera polémica que tuvo un corto romance con Matias Alé, a quien conoció en un desfile de calzados Careva.

## Fallecimiento
Julieta Gómez, quien estaba embarazada, se disparó un tiro en la cabeza el 8 de noviembre de 2012 por la tarde, cuando se encontraba en una habitación de la casa de los padres de su novio, Rodrigo Santos, donde la encontró minutos después tirada al costado de la cama. Fue trasladada de urgencia al Hospital Austral, donde permaneció en coma irreversible debido a una importante pérdida de masa encefálica hasta la madrugada del 5 de febrero de 2013, cuando falleció. En las primeras horas de su intento de suicidio, los medios de comunicación emitieron la falsa y apresurada noticia de su muerte. Tenía 25 años de edad. Gómez cursaba por un profundo cuadro depresivo agravado por su situación personal y por la falta de trabajo, ya que estaba en tratamiento psiquiátrico. Por vía Twitter, había dejado su último mensaje antes del intento de suicidio:

Cuando finalmente digo y dije good bye para siempre, puedo decirte libremente buen día my love!